# Beijing Review
Beijing Review (дословно Пекиншки преглед),  једини је кинески национални часопис вести на енглеском језику, који издаје Кинеска међународна издавачка група у власништву Комунистичке партије Кине. У 2006. години, захтевао је тираж по издању од 70.000 и дистрибуцију „широм Кине и 150 земаља и региона широм света“.
У октобру 2020. године, Стејт департмент Сједињених Држава окарактерисао је Пекинг Ревију као „страну мисију” Кине.